# Catolaccus aeneoviridis
Catolaccus aeneoviridis is een vliesvleugelig insect uit de familie Pteromalidae. De wetenschappelijke naam is voor het eerst geldig gepubliceerd in 1911 door Girault.